# Movimento de Libertação da Guiné e Cabo Verde
O Movimento de Libertação da Guiné e Cabo Verde ou MLGC, foi um movimento independentista da Guiné Portuguesa.